# Anisocentropus fulvus
Anisocentropus fulvus är en nattsländeart som beskrevs av Navás 1934. Anisocentropus fulvus ingår i släktet Anisocentropus och familjen Calamoceratidae. Inga underarter finns listade i Catalogue of Life.